# Matuska Pál
Matuska Pál (Bérces) (Csiffár, 1917. február 6. – 1985. december 22.) tiszteletbeli kanonok, esperes, plébános.

## Élete
A komáromi bencés gimnáziumban tanult, ahol 1938-ban érettségizett. A teológia befejezését követően 1943. június 13-án szentelték pappá. 1944-ben ismétlővizsgákra kötelezték. 1943-1944-ben káplánként szolgált Verebélyen, 1944-1946 között Udvardon, 1946-1947-ben Nagyölveden, 1947-től Szőgyénben, majd Nyitraújlakon. 1965-ig Szántón, 1965-1969 között Szőgyénben, majd 1969-től Komáromban volt adminisztrátor, majd esperes. 1973-tól tiszteletbeli kanonok.
Sport és kultúrrendezvényeket szervezett. Komáromban felújította a plébániát, a Szent Rozália-templomot és a Szent András-templomot.
Több cikke jelent meg a Katolícke noviny-ban. A csehszlovák titkosszolgálat együttműködőként tartotta nyilván.